# Hermann Theodor Geyler
Hermann Theodor Geyler (* 15. Januar 1835 in Schwarzbach; † 22. März 1889 in Frankfurt am Main) war ein deutscher Botaniker und  Paläobotaniker. Sein offizielles botanisches Autorenkürzel lautet „Geyl.“

## Leben
Geyler war der Sohn eines Pfarrers und studierte ab 1857 in Leipzig und Jena Botanik. 1860 wurde er bei Matthias Jacob Schleiden in Jena mit der Arbeit Über  Pflanzenabdrücke in einem Süßwasserkalk des Saalthales promoviert. 1864 bis 1867 war er in Zürich bei Carl Eduard Cramer (1831–1901), wobei er auch von Oswald Heer beeinflusst wurde, und danach war er Professor für Botanik am Senckenbergischen medizinischen Institut in Frankfurt. Außerdem war er ehrenamtlich Kurator der botanischen und paläobotanischen Sammlung der Senckenbergischen Naturforschenden Gesellschaft. 1873 bis 1875 und 1877 bis 1879 war er stellvertretender Direktor der Senckenberg-Gesellschaft. An der Senckenberg-Gesellschaft fasste er in den 1870er Jahren erstmals die Pflanzenfossilien in einer eigenen Abteilung zusammen. Nach seinem Tod wurde sie wieder der geologisch-paläontologischen Abteilung zugeordnet und erst 1941 wurde sie wieder eine unabhängige Abteilung unter Richard Kräusel.
Er ist heute vor allem als Paläobotaniker bekannt, der sich vor allem mit dem Tertiär befasste und einige der ersten Studien über Paläobotanik der Tropen verfasste.
Er war Mitglied der Leopoldina und der Academy of Natural Sciences in Philadelphia.
1871 heiratete er Anna Krahmer, mit der er einen Sohn hatte.

## Schriften
- Zur Kenntnis der Sphacelarieen, Pringsheim's Jahrbücher für wissenschaftliche Botanik 4, 1865/66
- Über den Gefäßbündelverlauf in den Laubblattregionen der Coniferen, Pringsheim's Jahrbücher für wissenschaftliche Botanik, 6, 1867/68
- Über fossile Pflanzen aus Borneo, Kassel: T. Fischer 1875

## Weblink
- Geyler, Theodor Hermann. Hessische Biografie. (Stand: 3. Mai 2024). In: Landesgeschichtliches Informationssystem Hessen (LAGIS).